# Domen Lorbek
Domen Lorbek (Kranj, 6. ožujka 1985.) je slovenski profesionalni košarkaš. Igra na poziciji niskog krila, a trenutačno je član španjolskog Cajasola. Brat je poznatijeg Erazema Lorbeka, košarkaša koji igra u španjolskoj Barceloni Bàsquet.

## Karijera
Lorbek je karijeru započeo u omladinskom pogonu Olimpije Ljubljana. 2002. odlazi na posudbu u slovenskog drugoligaša Triglava iz Kranja. Ondje je proveo dvije sezone, a 2004. odlazi na još jednu dvogodišnju posudbu u Helios Domžale. Nakon što je proveo četiri godine na posudbama, natrag se je u sezoni 2006./07. vratio u matični klub. Sezonu 2007./08. proveo je kao član španjolskog Estudiantesa, a u ljeto 2008. odlazi u talijanski Benetton. Ondje je proveo samo jednu sezonu, te se u dresu slovenske reprezentacije na Europskom prvenstvu u Poljskoj 2009. iskazao kao vrlo dobar šuter. Dobre igre donijele se mu transfer u španjolskog prvoligaša Cajasol.

## Vanjske poveznice
- [neaktivna poveznica] na Lega Basket Serie A
- Profil na Euroleague.net
- Profil na NLB.com